# Chris Carter (triplista)
Chris Carter (Hearne, 11 marzo 1989) è un triplista statunitense.

## Biografia
Nato e cresciuto nel Texas, Carter inizia a praticare sport durante gli anni delle scuole superiori destreggiandosi tra i salti in estensione e le corse ad ostacoli. Specializzatosi nel salto triplo, ha studiato presso l'Università di Houston, gareggiando a livello nazionale nei campionati NCAA.
Nel 2014 è stato campione nazionale indoor della disciplina, titolo conquistato anche nel 2016. A livello internazionale ha debuttato ai Giochi panamericani 2011 in Messico. Successivamente ha preso parte a due edizioni dei Mondiali indoor nel 2014 e nel 2018.

## Palmarès
| Anno | Manifestazione      | Sede        | Evento       | Risultato | Prestazione | Note |
| ---- | ------------------- | ----------- | ------------ | --------- | ----------- | ---- |
| 2011 | Giochi panamericani | Guadalajara | Salto triplo | 6º        | 16,21 m     |      |
| 2014 | Mondiali indoor     | Sopot       | Salto triplo | 6º        | 16,74 m     |      |
| 2018 | Mondiali indoor     | Birmingham  | Salto triplo | 5º        | 17,15 m     |      |
| 2019 | Giochi panamericani | Lima        | Salto triplo | 6º        | 16,29 m     |      |
| 2023 | Giochi panamericani | Santiago    | Salto triplo | 7º        | 15,67 m     |      |

## Campionati nazionali
- 2 volte campione nazionale assoluto indoor del salto triplo (2014, 2016)